# Намг'ял Лхаму
Намг'ял Лхаму (англ. Namgyal Lhamu, народилась 5 квітня 1974 року) — стрілець, яка представляла Бутан на міжнародному рівні.
Лхаму, разом з Карма Цомо та Пем Церінг, змагалась за Бутан на Літніх Олімпійських іграх 1992 року в Барселоні, вона закінчила на 61 місці в індивідуальному турнірі, а жіноча команда Бутану зайняла 17 місце.